# 145559 Didiermüller
(145559) Didiermüller, denumire internațională (145559) Didiermuller, este un asteroid din centura principală de asteroizi.

## Descriere
145559 Didiermüller este un asteroid din centura principală de asteroizi. A fost descoperit pe 18 iulie 2006 la Vicques (Jura) de Michel Ory. Asteroidul prezintă o orbită caracterizată de o semiaxă mare de 2,99 ua, o excentricitate de 0,12 și o înclinație de 11,1° în raport cu ecliptica.